# Georg Gottfried von Qvillfeldt
Georg Gottfried von Qvillfeldt (även Quillfeldt), född 4 april 1748, död 28 oktober 1835 i Köpenhamn, var en svensk officer.
Qvillfeldt blev kapten vid Wendes artilleriregemente 1785, premiärmajor 1794 och var överstelöjtnant 1795–1797. Han var medlem av Par Bricole och bosatte sig i Pommern 1816. Han invaldes som ledamot nr 81 av Kungliga Musikaliska Akademien den 5 december 1781, blev ledamot av andra klassen 1814 och blev utländsk ledamot nr 50 den 10 juli 1816 i samband med flytten.